# Anemas (morto em 971)
Anemas (em grego: Ἀνεμᾶς), ou Anumame (an-Nu'mān), foi o filho do último emir de Creta, Abdalazize ibne Xuaibe (r. 949–961). Após o Cerco de Chandax e a reconquista de Creta pelo Império Bizantino, Anemas e seu pai foram levados como prisioneiros à Constantinopla e exibidos durante o triunfo do conquistador e futuro imperador Nicéforo II Focas (r. 963–969). Ao se estabelecer na capital, Anemas converteu-se ao cristianismo e uniu-se ao exército. Quando o imperador João I Tzimisces (r. 969–976) fez campanha contra a Rússia de Quieve em 971, uniu-se à expedição e lutou em algumas batalhas, morrendo no Cerco de Dorostolo daquele ano. Seus descendentes integraram a aristocracia bizantina e mantiveram posições de poder até o século XII.